# Ceropegia aristolochioides
Ceropegia aristolochioides är en oleanderväxtart. Ceropegia aristolochioides ingår i släktet Ceropegia och familjen oleanderväxter.

## Underarter
Arten delas in i följande underarter:
- C. a. aristolochioides
- C. a. deflersiana